# 7011 Worley
A 7011 Worley (ideiglenes jelöléssel 1987 SK1) a Naprendszer kisbolygóövében található aszteroida. Edward L. G. Bowell fedezte fel 1987. szeptember 21-én.